# Ribeira da Trindade
La ribeira da Trindade est un cours d'eau qui arrose l'île de Santiago au Cap-Vert.

## Description
C'est le fleuve le plus important de Praia, la capitale du Cap-Vert.
La superficie de son bassin versant est de 24,9 km2.
Le cours d'eau s'écoule du nord-ouest au sud-est et mesure environ 15 km de long. Sa source se trouve dans la municipalité de São Domingos, près de la Achada Mitra.
Il traverse la ville de Praia et se déverse dans le port de Praia, près du centre-ville.